# 宝兴梅花草
宝兴梅花草（学名：Parnassia labiata）为卫矛科梅花草属下的一个种。

## 扩展阅读
- 維基物種上的相關：宝兴梅花草